# スターダストレビュー
スターダスト・レビュー（Stardust Revue / スターダスト・レビュー / スターダスト☆レビュー、英略：SDR）は、日本のロックバンド。1981年メジャー・デビュー。略称は「スタレビ」。

## メンバー
- 根本要（ねもと かなめ、1957年5月23日 - ）ボーカル、ギター。埼玉県行田市出身、身長162cm、体重60kg、血液型A型。埼玉県立不動岡高等学校卒業。日本大学芸術学部放送学科中退。
- 柿沼清史（かきぬま きよし、1957年11月11日 - ）ベース、ボーカル、コーラス。埼玉県羽生市出身、身長172cm、体重68kg、血液型B型。埼玉県立不動岡高等学校卒業。東洋大学工学部卒業。根本とは高校の同級生。
- 寺田正美（てらだ まさみ、1959年7月26日 - ）ドラムス、ボーカル、コーラス。埼玉県熊谷市出身、身長162cm、体重48kg、血液型O型。埼玉県立熊谷工業高等学校卒業。
- 林“VOH”紀勝（はやし・ボー・としかつ、1960年1月28日 - ）パーカッション、ボーカル、コーラス、サックス。埼玉県熊谷市出身、身長170.5cm、体重72kg、血液型AB型。埼玉県立深谷高等学校卒業。東海大学中退。

### サポートメンバー
- 添田啓二（そえだ けいじ、1966年7月26日 - ）キーボード、コーラス。千葉県松戸市出身、血液型O型。
- 岡崎昌幸（おかざき まさゆき、1968年12月15日 - ）ギター、キーボード、コーラス。東京都出身、血液型O型。

### 過去に在籍したメンバー
- 三谷泰弘（みたに やすひろ、キーボード・現在esq）
- 光田健一（みつだ けんいち、キーボード・現在KENSO）

なお、1996年の「Ladies & Gentlemen」までは、全員が「Vocal」となっていた。1997年の「Goodtimes & Badtimes」から根本以外がメインボーカルをとる曲については、別途追記される形となった。

## 来歴
- 1979年、グループ名「（ジプシーと）アレレのレ」として第18回ヤマハポピュラーソングコンテストに出場。「おらが鎮守の村祭り」で優秀曲賞を受賞[3]。
- デビューに際し、グループ名をスターダストレビューに改名。ジャズのスタンダードナンバー「スターダスト」とグループが持つ多様な音楽性をレビュー形式で披露したい、とのことから。
- 1981年5月25日、アルバム『STARDUST REVUE』、シングル「シュガーはお年頃」でワーナー・パイオニアからデビュー。
- 1984年に発売された5枚目のシングル「夢伝説」がカルピスのCMソングに起用され、知名度が上昇した。「夢伝説」のヒットを受け発売されたアルバム『TO YOU -夢伝説-』は、スターダストレビューの意向を汲まない過去の発表曲を集めた物で、このアルバムの発売により3枚目のオリジナルアルバム発表の機会が失われてしまい、メンバーを大いに落胆させた。
- 1980年代後期「Stay My Blue - 君が恋しくて -」（1988年）・「Be My Lady」（1989年）とメニコンCMソングに2年連続で起用。1989年、「夏のシルエット」がピクニックのCMソングに起用された。
- 1994年、アマチュア時代からメンバーに加わりキーボード・ヴォーカル・アレンジを担当した三谷泰弘がソロ活動のため脱退。
- 1998年、サポート・メンバーだった光田健一が正式メンバーとなり2001年11月までキーボード・コーラス・アレンジャーで活躍。
- 2001年8月4日に「つま恋100曲ライブ」で101曲演奏、「24時間でグループによる最も多く演奏された」としてギネス世界記録に認定[4]。
- 2001年、新星堂系のオーク・レコーズに移籍。
- 2001年11月、光田健一が脱退。
- 2002年アルバム『Style』を発表。
- 2003年に添田啓二と岡崎昌幸がサポート・メンバーに加わる。以降2人は全てのレコーディングやライブに参加し、正式メンバーとほぼ同じ扱いを受けている。
- 2003年、『Style』に続き、熊谷昭プロデュースによる『Heaven』を発表。
- 2005年に人気曲4曲をアコースティックアレンジでセルフカバーしたシングル「木蘭の涙〜acoustic〜」を最後にオーク・レコーズを離れ、インペリアルレコードに移籍。
- 2006年1月にシングル「いのちのこたえ」を発表。5月にデビュー25周年記念アルバム『HOT MENU』を発表し、アルバムのためにスターダストレビュー4人、サポート2人に加え、歴代メンバー三谷泰弘・光田健一、サックス奏者・山本公樹、一夜だけのスペシャルコンサート（『No Ballads』）で競演したBIG HORNS BEEが一堂に会し、アマチュア時代の代表曲「おらが鎮守の村祭り」をレコーディングした。
- 2012年5月19日にさいたまスーパーアリーナで「STARDUST REVUE 30th Anniversary オールキャストで大謝恩会　〜5時間程度まったりと〜 おみやげ付き」を開催。過去に在籍した三谷や光田がゲストとして参加し、シークレットゲストとして田村直美、相田翔子、大泉洋（VTR出演）、ゴスペラーズが参加、6時間を超えるライブとなった[5][6]。
- 2013年10月1日に「夢伝説」がJR高崎線行田駅の発車メロディとなる。
- 2017年5月21日にさいたまスーパーアリーナにて「STARDUST REVUE 35th Anniversary スタ☆レビ 大宴会〜大コラボレーションライブ〜大抽選会付き」を開催。過去に在籍した三谷と光田は参加しなかった。スペシャル・ゲストとして、小田和正、鈴木雅之、KAN、岸谷香、杉山清貴、馬場俊英、松たか子、スキマスイッチ、渡辺美里、森高千里、矢井田瞳、13人のゲストが参加した。6時間を超えるライブとなった。
- 2018年に日本コロムビアへ移籍。
- 2018年6月12日に根本の脳で小さな血栓が発見されて緊急入院し、アルバム「還暦少年」発売イベント等が中止となった。7月以降のコンサートは予定通り行われた。
- 2022年10月4日に林が咽頭がんを公式ホームページで公表。10月22日から始まる『スターダスト☆レビューツアー2022～2024「ブギウギワンダー☆レビュー」』の直前で公表となった。病状は早期発見で担当医から「半年くらいで治せる」と診断され[注 1]、同ツアーを半年間休養することも発表された。
- 2024年1月12日に林のがん転移が発見されて声帯を切除したことをYouTubeオフィシャルチャンネルで公表。同時に林自身によるメッセージを根本が代読し、声を失ってもパーカッションなどで引き続き音楽活動を続けていくためリハビリを継続している旨を明らかにした[7][8]。

## 逸話
根本はライブの最中に歌詞を間違えることが多い。クリスマスライブで、同一曲の同じ箇所で歌詞を3回間違えて演奏も途中で止まったが、演奏終了後の「今日は3部構成でお送りしました」という一言で、観客もメンバーも大爆笑とともに納得させた。根本はかつて「歌詞は生き物」と語った。
ライブでの歌詞の間違いはアルバムにも収録されており、ライブアルバム『FACE TO FACE』に収録されている「One More Time」では「はずさ」という部分を「だろう」と迷った挙句、結局「だずさ」と発音したものが選ばれて収録されている。また、イントロで必ず根本が前フリをするが、登場時に「お待たせ致しました。スターダストレビューでございます。老いも若きも一緒に踊ろうではありませんか」など、独特の前振りをする事もある（ライブアルバム『SECRET FACE』に収録されている）。
赤坂泰彦からは「生まれて初めてコンサートというものを見に行くときには、スターダストレビューのライブを見に行け」と言われるほど、エンターテイメント性に富んでいる。育児で忙しい母親世代でも鑑賞しやすいように、コンサートの時間帯を昼下がりに設定することも多い。
脱退した三谷と光田とは現在でも交流が続いており、根本が三谷のライブにゲスト出演したり、逆に三谷・光田が周年コンサートへのゲスト参加やアルバムのサポート、楽曲のプロデュースを担当するといったことが行われている。
柿沼は爆風スランプの助っ人ベーシスト（当時江川ほーじん脱退、後任のバーベQ和佐田加入前）として『Runner』を演奏した。
様々なミュージシャンと交流があり、根本は村田和人のほか、KAN、平松愛理、嘉門達夫、相田翔子など、数々のアーティストの作品にもゲスト参加している。逆にスターダストレビューの楽曲にKANや平松愛理、相田翔子、石黒彩、大泉洋、CHAGE and ASKAなどがゲスト参加したり共同プロデュースを担当している。杉山清貴とKANを交えて「SSK ALL STARS」（SSKはスタレビ、杉山、KANのそれぞれのイニシャル）を名乗る三者の合同ライブを定期的に実施する。2017年に3グループに馬場俊英を加えた「SSKB ALL STARS」ともライブを行う。
ライブでアカペラを披露することが多い。『CHARMING』（三谷泰弘在籍時）、『DEVOTION』（光田健一在籍時）、『ALWAYS』（現行メンバー）と3枚のアカペラ・アルバムをリリースしている。『DEVOTION』収録の「マシュ・ケ・ナダ」には下柳剛（当時日本ハムファイターズ）が掛け声を入れた。
根本は、関根勤と小堺一機によるコサキンのラジオ番組に常連ゲストとして度々出演した。リスナーからは「容姿がオノ・ヨーコに似ている」と茶化されたり、趣味のアダルトビデオ収集に関して突っ込まれたりしたが、根本は大喜びで笑い転げていた。
根本と柿沼は高校時代の同級生である。

## ディスコグラフィ

### シングル
| 枚   | リリース日                                            | タイトル                                                   | カップリング                                                                                   | 収録アルバム                                                                             | 備考・タイアップ | 品番                                           |
| ---- | ----------------------------------------------------- | ---------------------------------------------------------- | ---------------------------------------------------------------------------------------------- | ---------------------------------------------------------------------------------------- | --- | ---------------------------------------------- |
| 1st  | 1981年5月25日                                         | シュガーはお年頃                                           | ラストシーン                                                                                   | STARDUST REVUE（AB面とも）                                                               | シチズン時計CMソング | L-1520                                         |
| 2nd  | 1981年11月28日                                        | 銀座ネオン・パラダイス                                     | 夕暮れのスケッチ                                                                               | A:Best Wishes B:TO YOU -夢伝説-                                                          | テレビ東京「もんもんドラエティ」主題歌 | L-1558                                         |
| 3rd  | 1982年5月25日                                         | ブラックペッパーのたっぷりきいた私の作ったオニオンスライス | I'm Getting On Without You                                                                     | 今宵はモダン・ボーイ（AB面とも）                                                         | 発売当時、一番長い曲名だった。 | L-1577                                         |
| 4th  | 1983年10月26日                                        | トワイライト・アヴェニュー                                 | ダンスはいかが？                                                                               | A:TO YOU -夢伝説- B:ワーナーイヤーズ・カップリングコレクション（2012配信限定）           | - | L-1634                                         |
| 5th  | 1984年5月25日                                         | 夢伝説                                                     | Back Street                                                                                    | A:TO YOU -夢伝説- B:                                                                     | カルピスCMソング | L-1659                                         |
| 6th  | 1985年1月25日                                         | 想い出にかわるまで                                         | FARAWAY                                                                                        | A:THANK YOU B:                                                                           | - | L-1692                                         |
| 7th  | 1985年9月25日                                         | Single Night                                               | 素敵なWink Cat                                                                                 | A:Best Wishes B:ワーナーイヤーズ・カップリングコレクション（2012配信限定）               | - | L-1716                                         |
| 8th  | 1986年3月25日                                         | 6月のジングル・ベル                                        | 若い二人は恋人同士 (STUDIO LIVE)                                                               | VOICE                                                                                    | - | L-1732                                         |
| 9th  | 1986年6月25日                                         | 今夜だけきっと                                             | Baby, It's You ("LIVE" from VOICE Tour)                                                        | VOICE                                                                                    | 一時期高崎線行田駅の発車メロディに使用された | L-1741                                         |
| 10th | 1986年10月25日                                        | もう一度ハーバーライト                                     | BAD MOONに誘われて                                                                             | SUPER DONUTS                                                                             | 「コンフェクショナリーコトブキ」CMソング | L-1762                                         |
| 11th | 1987年2月25日                                         | 心の中のFollow Wind                                        | Lonely≠Story                                                                                   | SUPER DONUTS                                                                             | アニメ映画「バツ&テリー」主題歌 | L-1773                                         |
| 12th | 1987年6月10日                                         | One More Time                                              | MIDNIGHT RAINBOW                                                                               | NIGHT SONGS                                                                              | |                                                |
| 13th | 1987年10月25日                                        | メビウスの瞳                                               | 君のために                                                                                     | SUPER DONUTS                                                                             | - | L-1796                                         |
| 14th | 1988年6月25日                                         | Stay My Blue - 君が恋しくて -                              | Sunday Morning                                                                                 | A:RENDEZ-VOUS B:ワーナーイヤーズ・カップリングコレクション（2012配信限定） LOVE SONGS    | メニコンCMソング | L-1842 10SL-20                                 |
| 15th | 1989年2月25日                                         | Northern Lights -輝く君に-                                 | 夏の女王                                                                                       | IN THE SUN,IN THE SHADE                                                                  | オーツタイヤ（現：住友ゴム工業）CMソング | 10L3-4064                                      |
| 16th | 1989年5月25日                                         | 夏のシルエット                                             | New Day Begin -愛は風にのって-                                                                 | IN THE SUN,IN THE SHADE                                                                  | ピクニックCMソング | 09L3-4087                                      |
| 17th | 1989年7月25日                                         | Be My Lady                                                 | Jail House R&R                                                                                 | A:IN THE SHADE,IN THE SHADE B:ワーナーイヤーズ・カップリングコレクション（2012配信限定） | メニコンCMソング | 09L3-4094                                      |
| 18th | 1989年10月25日                                        | Lonely Snow Bird                                           | 彼女はメイド・イン・ヘブン                                                                     | A:Best Wishes B:ワーナーイヤーズ・カップリングコレクション（2012配信限定）               | オーツタイヤCMソング | 09L3-4118                                      |
| 19th | 1990年2月10日                                         | 君のキャトル・ヴァン・ディス                               | New World Song                                                                                 | A:Best Wishes B:ワーナーイヤーズ・カップリングコレクション（2012配信限定）               | カネボウ化粧品春のキャンペーン・イメージソング | WPDL-4141                                      |
| 20th | 1990年9月25日                                         | 君のすべてが悲しい                                         | カーニバルの夜                                                                                 | ONE & MILLIONS STARS                                                                     | - | WPDL-4180                                      |
| 21st | 1991年7月10日                                         | こしゃくなレディ                                           | 夜更けのリフ〜midnight riff                                                                    | STARS                                                                                    | テレビ朝日系「はなきんデータランド」エンディング・テーマ | WPDL-4244                                      |
| 22nd | 1991年10月10日                                        | 瞳の中の天国                                               | Destiny                                                                                        | Brightest! STARS                                                                         | - | WPDL-4259                                      |
| 23rd | 1992年1月25日                                         | 追憶                                                       | 上を向いて歩こう                                                                               | Brightest! STARS                                                                         | 三菱・ミラージュCMソング「上を向いて歩こう」 | WPDL-4280                                      |
| 24th | 1993年2月10日                                         | もう一度抱きしめて                                         | と･つ･ぜ･ん Fall In Love (Live Version)                                                        | SOLA STARS                                                                               | テレビ東京系「徳光のTVコロンブス」エンディング・テーマ | WPDL-4334                                      |
| 25th | 1993年7月25日                                         | 木蘭の涙                                                   | Endless Dream (Live from "SOLA" Tour)                                                          | SOLA STARS                                                                               | - | WPDL-4361                                      |
| 26th | 1994年4月25日                                         | クレイジー・ラブ                                           | Two Kitchens-ふたつの情景                                                                      | 楽団 STARS                                                                               | テレビ東京系「TVチャンピオン」エンディング・テーマ | EPDA-3                                         |
| 27th | 1995年5月10日                                         | ふたり                                                     | GLASS OF THE WHISKY                                                                            | 艶 STARS LOVE SONGS II                                                                   | 日本テレビ系「スーパーテレビ情報最前線」エンディング・テーマ | EPDA-12                                        |
| 28th | 1995年10月25日                                        | 会えないよ                                                 | 待ちぼうけ                                                                                     | Ladies & Gentlemen STARS                                                                 | 日本テレビ系「サルでもわかるニュース」エンディング･テーマ | EPDA-20                                        |
| 29th | 1996年4月25日                                         | Get Up My Soul                                             | Cassiopeia                                                                                     | Ladies & Gentlemen STARS                                                                 | テレビ東京系「開運!なんでも鑑定団」エンディング・テーマ | EPDA-26                                        |
| 30th | 1996年10月25日                                        | もうチョットだけ何か足りない                               | Down The Road ~ STARTIC’96 Live Version~                                                       | Goodtimes & Badtimes STARS                                                               | 日本テレビ系「TVじゃん!」エンディング・テーマ | EPDA-33                                        |
| 31st | 1997年6月25日                                         | 愛してるの続き                                             | 同じ空を見てる                                                                                 | Goodtimes & Badtimes STARS LOVE SONGS II                                                 | MBS・TBS系「あしたは晴れる」主題歌 | EPDA-45                                        |
| 32nd | 1997年10月15日                                        | 何やってんだろう                                           | When We Know                                                                                   | Goodtimes & Badtimes STARS                                                               | 日本テレビ系「ぐるぐるナインティナイン」エンディング・テーマ | EPDA-48                                        |
| 33rd | 1998年5月21日                                         | 7月7日                                                     | 夢の中から                                                                                     | Moody Blues STARS                                                                        | 日本テレビ系「ぶらり途中下車の旅」エンディング・テーマ | EPDE-1001                                      |
| 34th | 1998年10月21日                                        | ワイン恋物語                                               | ジャスミン                                                                                     | Moody Blues STARS                                                                        | テレビ東京系「ワイン娘恋物語」主題歌 | EPDE-1012                                      |
| 35th | 1999年8月21日                                         | どうして                                                   | Joy To The Future（LIVE at 神奈川県民ホール 99.4.28） 木蘭の涙（LIVE at 松山市民会館 99.2.10） | Moody Blues STARS LOVE SONGS II                                                          | 新富良野プリンスホテルCMソング MBSテレビ「乾杯!トークそんぐ」エンディング・テーマ | EPDE-1050                                      |
| 36th | 2000年5月17日 2013年6月26日（再発盤）                 | 今夜だけきっと/ナチュラル〜抱きしめてこのままで〜          | -                                                                                              | LOVE SONGS II                                                                            | 2000年再録ヴァージョン テレビ朝日系「別れる二人の事件簿」エンディング・テーマ 江崎グリコ「チーザ」CMソング（2013年再発売時に起用） 「ナチュラル〜抱きしめてこのままで〜」は東映配給映画『ピンチランナー』主題歌。 まこと/つんくが作詞、相田翔子がバックコーラスで参加。 この楽曲に限り「スターダスト☆レビュー with 翔子」名義となっている。 | EPCE-5057 EPCE-5970（再発盤）                  |
| 37th | 2000年11月29日                                        | What is Love?                                              | JOY OF LOVE                                                                                    | -                                                                                        | テレビ東京系新春ワイド時代劇「宮本武蔵」主題歌 | EPCE-5079                                      |
| 38th | 2001年11月21日                                        | My Love                                                    | Deeper Kind Of Love Rock & Roll Bible                                                          | Style LOVE SONGS II                                                                      | - | OMCA-6001                                      |
| 39th | 2002年11月20日                                        | Joanna                                                     | Wanderlust                                                                                     | Heaven                                                                                   | TBS「王様のブランチ」エンディングテーマ | OMCA-6003                                      |
| 40th | 2003年3月26日                                         | My pride,your pride/Step by step                           | Step by step                                                                                   | Heaven                                                                                   | - | OMCA-6004                                      |
| 41st | 2003年9月10日                                         | デェラ・シエラ・ム                                         | スタジオノイズ〜レコーディング風景                                                             | AQUA                                                                                     | CHAGE and ASKA + Stardust Revue名義 フジテレビ ケータイサイト・イメージソング | UMCK-9040（限定盤） UMCK-5100（通常盤）        |
| 42nd | 2004年1月28日（北海道限定盤） 2004年3月31日（全国盤） | 本日のスープ                                               | 本日のスープ LIVE version                                                                      | AQUA                                                                                     | 大泉洋 with STARDUST REVUE名義 | RR0401（北海道限定盤） OMCA-6005（全国盤）     |
| 43rd | 2004年7月28日                                         | Find My Way                                                | めぐり逢えてよかった (Live Version)                                                            | AQUA                                                                                     | 朝日放送・テレビ朝日系「熱闘甲子園」挿入歌 | OMCA-6006（初回限定盤）OMCA-6007（通常盤）     |
| 44th | 2004年10月27日                                        | 南風吹く丘で                                               | My pride, your pride 〜Live Version〜 Step by step〜Live Version〜                             | AQUA                                                                                     | ミュージックシティ天神2004イメージソング ベスト電器CMソング | OMCA-6008                                      |
| 45th | 2005年5月25日                                         | 木蘭の涙〜acoustic〜                                       | シュガーはお年頃〜acoustic〜 何やってんだろう〜acoustic〜 Thank You〜acoustic〜                | HOT MENU BLUE & RED STARDUST                                                             | ニッカウヰスキー「ニュー・オールモルト」CMソング | OMCA-6009                                      |
| 46th | 2006年1月25日                                         | いのちのこたえ                                             | カザミドリ                                                                                     | HOT MENU                                                                                 | テレビ朝日系「いまどき!ごはん」エンディング・テーマ | TECI-99                                        |
| 47th | 2007年3月21日                                         | WAKE UP! MY HEART                                          | The Sunshine〜輝く街〜 The End of Love (Live)                                                  | 31                                                                                       | TBS系「噂の!東京マガジン」エンディング・テーマ | TECI-114                                       |
| 48th | 2007年7月25日                                         | 愛の歌                                                     | 煙が身にしみる (Acoustic Version)                                                              | 31 BLUE & RED STARDUST                                                                   | TBS系「徳光和夫の感動再会"逢いたい"」エンディング・テーマ | TECI-122                                       |
| 49th | 2008年8月27日                                         | 夢伝説                                                     | めぐり逢えてよかった 夕暮れのスケッチ                                                          | ALWAYS BLUE & RED STARDUST                                                               | キリンチューハイ氷結ZERO CMソング | TECI-152                                       |
| 50th | 2009年11月18日                                        | 潮騒静夜                                                   | DONDON 素敵に                                                                                  | 太陽のめぐみ                                                                             | - | TECI-197                                       |
| 51st | 2010年7月21日                                         | 夢への地図                                                 | また逢う日まで（ア・カペラヴァージョン） ニッポンの汗〜ニッポンの大ア・カペラ ヴァージョン〜   | B.O.N.D.                                                                                 | TBSテレビ系「ひるおび」エンディングテーマ TBSテレビ ｢ツボ娘｣エンディングテーマ BS-TBS「旅の地図帳」テーマソング BS-TBS｢BSヒストリーアワー｣エンディングテーマ | TECI-222（初回限定盤） TECI-223（通常盤）      |
| 52nd | 2012年2月22日                                         | Magic 〜手をつなごう〜                                     | 屋根にノボって (Live Version) Syncopation Love (Live Version)                                  | B.O.N.D.                                                                                 | TBS系「日立 世界・ふしぎ発見!」エンディング・テーマ tvk「ありがとッ!」オープニング・テーマ | TECI-260（初回限定盤） TECI-261（通常盤）      |
| 53rd | 2012年6月20日                                         | 今日もいい日でありますように                               | 10月のパノラマ (Live Version) BABY,とりあえずもっと (Live Version)                             | B.O.N.D.                                                                                 | TBS系「はなまるマーケット」エンディング・テーマ | TECI-267（初回限定盤） TECI-268（通常盤）      |
| 54th | 2012年11月21日                                        | Crying                                                     | 恋人のままで〜Autumn Love〜 (Piano Version)                                                    | B.O.N.D.                                                                                 | テレビ東京系ドラマ「水曜ミステリー9」エンディング・テーマ | TECI-283（初回限定盤） TECI-284（通常盤）      |
| 55th | 2015年5月27日                                         | おぼろづき                                                 | どうして 〜ピアノ 独唱〜 君のすべてが悲しい〜ピアノ 独唱〜                                     | SHOUT                                                                                    | BSジャパン「松本清張ミステリー時代劇」主題歌 | TECI-370                                       |
| 56th | 2018年5月30日                                         | 世界はいつも夜明け前                                       | You're My Love Daydream Believer                                                               | 還暦少年                                                                                 | BSジャパン「くノー忍法帖蛍火」主題歌 | COZA-1454/5（初回限定盤） COCA-17469（通常盤） |
| 57th | 2019年7月24日                                         | うしみつジャンボリー                                       | 泣きたいなら                                                                                   | 年中模索                                                                                 | フジテレビ系「ゲゲゲの鬼太郎」エンディング・テーマ | COZA-1562/3（初回限定盤）COCA-17646（通常盤）  |
| 58th | 2020年11月25日                                        | はっきりしようぜ                                           | 偶然の再会-Single Edit-                                                                        | 星屑冒険王                                                                               | テレビ東京系ドラマ「記憶捜査2～新宿東署事件ファイル～」オープニング・テーマ | COZA-1702/3（初回限定盤） COCA-17827（通常盤） |
| 59th | 2024年5月22日                                         | ブギウギ ワンダー☆レビューのテーマ                         | ブギウギ ワンダー☆レビューのテーマ Radio Edit Version                                          | アルバム未収録                                                                           | 既存曲をディスコ調にアレンジした12分超のメドレー（カップリングのRadio Edit Versionは約5分の短縮版） | COZA-2075-6                                    |

配信シングル
| 枚  | リリース日     | タイトル           | カップリング                      | 収録アルバム | 備考・タイアップ                                               | 品番       |
| --- | -------------- | ------------------ | --------------------------------- | ------------ | -------------------------------------------------------------- | ---------- |
| 1st | 2020年1月17日  | ちょうどいい幸せ   | -                                 | 年中模索     | テレビ東京系ドラマ24「コタキ兄弟と四苦八苦」エンディングテーマ | COKM-42620 |
| 2nd | 2020年6月24日  | 偶然の再会         | -                                 | 年中模索     | TBS系テレビ「ひるおび!」8月度エンディングテーマ                | COKM-42823 |
| 3rd | 2021年11月17日 | やっぱり会いたいよ | やっぱり会いたいよ (instrumental) | 星屑冒険王   | NHK「ラジオ深夜便」＜深夜便のうた＞2021年10月・11月            | COKM-43590 |

### アルバム

#### オリジナル・アルバム
|      | リリース日    | タイトル                 |
| ---- | ------------- | ------------------------ |
| 1st  | 1981年5月25日 | STARDUST REVUE           |
| 2nd  | 1982年6月25日 | 今宵はモダン・ボーイ     |
| 3rd  | 1985年3月25日 | THANK YOU                |
| 4th  | 1986年4月10日 | VOICE                    |
| 5th  | 1987年6月25日 | NIGHT SONGS              |
| 6th  | 1988年7月25日 | RENDEZ-VOUS              |
| 7th  | 1989年7月10日 | IN THE SUN, IN THE SHADE |
| 8th  | 1990年10月3日 | ONE & MILLIONS           |
| 9th  | 1991年11月6日 | Brightest!               |
| 10th | 1993年3月10日 | SOLA                     |
| 11th | 1994年5月25日 | 楽団                     |
| 12th | 1995年6月26日 | 艶                       |
| 13th | 1996年7月8日  | Ladies & Gentlemen       |
| 14th | 1997年11月5日 | Goodtimes & Badtimes     |
| 15th | 1998年11月5日 | Moody Blues              |
| 16th | 2002年1月1日  | Style                    |
| 17th | 2003年4月23日 | Heaven                   |
| 18th | 2004年9月29日 | AQUA                     |
| 19th | 2007年9月5日  | 31                       |
| 20th | 2009年9月16日 | 太陽のめぐみ             |
| 21st | 2012年9月12日 | B.O.N.D.                 |
| 22nd | 2014年8月6日  | SHOUT                    |
| 23rd | 2018年6月27日 | 還暦少年                 |
| 24th | 2020年7月22日 | 年中模索                 |
| 25th | 2025年2月26日 | 星屑冒険王               |

- 2002年4月24日に『STARDUST REVUE』から『Brightest!』まで、2006年4月19日に『SOLA』から『DEVOTION』と『LOVE SONGS II』にそれぞれボーナス・トラックを加え、デジタル・リマスタリングされたCDが再発売された。

#### ベスト・アルバム
|      | リリース日     | タイトル                  |
| ---- | -------------- | ------------------------- |
| 1st  | 1984年7月25日  | TO YOU -夢伝説-           |
| 2nd  | 1987年11月28日 | SUPER DONUTS              |
| 3rd  | 1990年5月25日  | Best Wishes               |
| 4th  | 1994年11月30日 | LOVE SONGS                |
| 5th  | 2000年3月15日  | STARS                     |
| 6th  | 2002年4月24日  | LOVE SONGS II             |
| 7th  | 2006年3月1日   | HOT MENU                  |
| 8th  | 2009年5月27日  | BLUE STARDUST             |
| 9th  | 2009年6月24日  | RED STARDUST              |
| 10th | 2011年2月23日  | BLUE & RED STARDUST       |
| 11th | 2016年2月17日  | スタ☆レビ -LIVE & STUDIO- |

- 「HOT MENU」は、ゴールド認定（CD、日本レコード協会）。

セルフカバー・アルバム
|     | リリース日     | タイトル                   |
| --- | -------------- | -------------------------- |
| 1st | 2022年10月19日 | ブギウギ ワンダー☆レビュー |

#### ライブ・アルバム
|      | リリース日     | タイトル                                                                                                  |
| ---- | -------------- | --- |
| 1st  | 1992年10月25日 | FACE TO FACE                                                                                              |
| 2nd  | 1992年11月28日 | SECRET FACE                                                                                               |
| 3rd  | 2001年7月25日  | No Ballads                                                                                                |
| 4th  | 2014年3月26日  | Stage Bright                                                                                              |
| 5th  | 2017年7月19日  | STARDUST REVUE 35th Anniversary Tour「スタ☆レビ」                                                         |
| 6th  | 2019年6月26日  | 楽園音楽祭2018 in モリコロパーク                                                                          |
| 7th  | 2020年2月26日  | ライブツアー 「還暦少年」                                                                                 |
| 8th  | 2020年10月28日 | 楽園音楽祭2019大阪城音楽堂                                                                                |
| 9th  | 2022年4月27日  | 噂のザ・チャイチーズ 日本の名曲演ってます ※スタレビからは根本要のみ出演                                   |
| 10th | 2022年5月25日  | Mt.FUJI 楽園音楽祭2021 Singles/62 in ステラシアター                                                       |
| 11th | 2022年10月19日 | 40TH ANNIVERSARY 年中模索 ～しばらくは、コール＆ノーレスポンスで～                                        |
| 12th | 2024年7月24日  | スターダスト☆レビュー TOUR ブギウギ ワンダー☆レビュー 野外編 with んなアホなホーンズ @ 日比谷公園大音楽堂 |
| 13th | 2024年12月18日 | ブギウギ ワンダー☆レビュー 2024                                                                           |

#### アカペラ・アルバム
|     | リリース日     | タイトル |
| --- | -------------- | -------- |
| 1st | 1986年12月10日 | CHARMING |
| 2nd | 1999年11月20日 | DEVOTION |
| 3rd | 2008年11月19日 | ALWAYS   |

### VHS/DVD
1. THE ROCK SHOW TOUR '87〜'88
2. STARTIC IN 有明コロシアム
3. SUMMER TOUR in "STARTIC"
4. BEST WISHES
5. STARTIC '94
6. Keep On Rollin' 艶 '95-'96
7. STARDUST REVUE CONCERT TOUR 2000-2001 "STARS"（2001年7月25日）
8. STARDUST REVUE LIVE ENTERTAINMENT TOUR "Heaven"（2003年11月29日）
9. STARDUST REVUE LIVE ENTERTAINMENT TOUR "AQUA"（2005年4月3日）
10. 25th Anniversary Tour "HOT MENU"（2006年12月6日）
11. スターダスト★レビュー 25年に一度の大感謝祭ライブ（2007年9月26日）
12. STARDUST REVUE LIVE TOUR "31"（2008年9月24日）
13. 楽園音楽祭2009 STARDUST REVUE in 薬師寺（2009年12月2日）
14. STARDUST REVUE LIVE TOUR "太陽のめぐみ"（2010年7月21日）
15. DVD「つま恋100+1曲ライブ〜日本全国味めぐり〜お食事券付」（2010年7月24日）
16. STARDUST REVUE 30th Anniversary DVD 「年めくり30年30曲」（2011年2月23日）
17. DVD「SSK ALL STARS 平城遷都 1300 年祭 大極殿音絵巻なんと大きな…」（2011年7月7日）
18. 楽園音楽祭2011 in 日比谷野外大音楽堂 & 30th Anniversary Tour スピンオフ「おいしいトコロをちょっとずつ。」2時間スペシャル in 赤坂BLITZ（2012年6月25日）
19. STARDUST REVUE 30th Anniversary Tour30年30曲（リクエスト付）（2012年7月25日）
20. オールキャストで大謝恩会〜5時間程度、まったりと〜おみやげ付き（2012年11月21日）
21. STARDUST REVUE LIVE TOUR 「B.O.N.D.」2012 - 2013（2013年10月23日）
22. DVD「STARDUST REVUE あなたと超えたぁ～い♪ 2000回ライブ in テアトロン」（2013年12月20日）
23. 楽園音楽祭2014 STARDUST REVUE in 日比谷野外大音楽堂（2014年12月17日）
24. STARDUST REVUE LIVE TOUR SHOUT（2015年10月28日）
25. Mt.FUJI 楽園音楽祭2015 STARDUST REVUE in ステラシアター（2016年7月16日）
26. Mt.FUJI 楽園音楽祭2016 STARDUST REVUE 20回目のテアトロン with んなアホなボーンズ（2017年1月25日）
27. ミュージック・ビデオ・コレクション 1985-1992（2017年4月5日）
28. ミュージック・ビデオ・コレクション 1993-2000（2017年4月5日）
29. 35th Anniversary Tour 「スタ☆レビ」（2017年7月19日）
30. SSKB ALL STARS Anniversary Live【百十四の執念】（2017年10月25日）
31. 35th Anniversary Tour スタ☆レビ大宴会 ~6時間大コラボレーションライブ~（2018年1月31日）
32. STARDUST REVUE 楽園音楽祭 還暦スペシャル in 大阪城音楽堂（2018年10月24日）
33. STARDUST REVUE 楽園音楽祭2018inモリコロパーク（2019年6月26日）
34. STARDUST REVUE ライブツアー「還暦少年」（2020年3月25日）
35. STARDUST REVUE 楽園音楽祭 2019 大阪城音楽祭（2020年10月28日）
36. スタ☆レビ2020 配信始めました（2021年11月17日）
37. 噂のザ・チャイチーズ　日本の名曲演ってます（2022年4月27日）※スタレビからは根本要のみ出演
38. Mt.FUJI 楽園音楽祭2021 40th Anniv. スターダスト☆レビュー Singles/62 in ステラシアター（2022年5月25日）
39. スターダスト☆レビュー 40TH ANNIVERSARY 年中模索 ～しばらくは、コール＆ノーレスポンスで～（2022年10月19日）

## タイアップ一覧
| 使用年 | 曲名                                  | タイアップ |
| ------ | ------------------------------------- | --- |
| 1981年 | シュガーはお年頃                      | シチズン時計CMソング |
| 1981年 | 銀座ネオン・パラダイス                | テレビ東京『もんもんドラエティ』主題歌                                                                                             |
| 1981年 | 夕暮れのスケッチ                      | テレビ東京『もんもんドラエティ』劇中歌                                                                                             |
| 1984年 | 夢伝説                                | カルピスCMソング |
| 1986年 | もう一度ハーバーライト                | コンフェクショナリーコトブキCMソング                                                                                               |
| 1987年 | トワイライト・アヴェニュー            | MBSラジオ『MBSヤングタウン』エンディングテーマ                                                                                     |
| 1987年 | 心の中のFollow Wind                   | アニメ映画『バツ&テリー』主題歌 |
| 1988年 | Stay My Blue - 君が恋しくて -         | メニコンコンタクトレンズ「ソフトMA」CMソング                                                                                       |
| 1989年 | Northern Lights -輝く君に-            | オーツタイヤCMソング |
| 1989年 | 夏のシルエット                        | 森永乳業「ピクニック」CMソング |
| 1989年 | New Day Begin -愛は風にのって-        | テレビ熊本開局20周年記念イメージソング                                                                                             |
| 1989年 | Be My Lady                            | メニコンコンタクトレンズ「ソフトMA」CMソング                                                                                       |
| 1989年 | Lonely Snow Bird                      | オーツタイヤ「MIGHTY NET」「ESPIA E3」CMソング                                                                                     |
| 1990年 | 君のキャトル・ヴァン・ディス          | '90カネボウ化粧品春のキャンペーンイメージソング                                                                                    |
| 1991年 | こしゃくなレディ                      | テレビ朝日系『はなきんデータランド』エンディングテーマ                                                                             |
| 1991年 | こしゃくなレディ                      | 『全日本ロードレース』CMソング |
| 1992年 | 上を向いて歩こう                      | 三菱自動車「ミラージュ」CMソング                                                                                                   |
| 1993年 | もう一度抱きしめて                    | テレビ東京系『徳光のTVコロンブス』エンディングテーマ                                                                               |
| 1994年 | クレイジー・ラブ                      | テレビ東京系『TVチャンピオン』エンディングテーマ                                                                                   |
| 1994年 | 夢伝説                                | 朝日放送テレビ・テレビ朝日系土曜ワイド劇場『京都妖怪地図第6作「時空を超えて時代祭に甦る愛の伝説!1200歳の美女VS.霊感デカ」』劇中歌  |
| 1995年 | ふたり                                | 日本テレビ系『スーパーテレビ情報最前線』エンディングテーマ                                                                         |
| 1995年 | 会えないよ                            | 読売テレビ・日本テレビ系『紳助のサルでもわかるニュース』エンディングテーマ                                                         |
| 1996年 | Get Up My Soul                        | テレビ東京系『開運!なんでも鑑定団』エンディングテーマ                                                                              |
| 1996年 | もうチョットだけ何か足りない          | 日本テレビ系『TVじゃん!!』エンディングテーマ                                                                                       |
| 1997年 | 愛してるの続き                        | TBS系ドラマ30『あしたは晴れる』主題歌                                                                                              |
| 1997年 | 何やってんだろう                      | 日本テレビ系『ぐるぐるナインティナイン』エンディングテーマ                                                                         |
| 1998年 | 7月7日                                | 日本テレビ系『ぶらり途中下車の旅』エンディングテーマ                                                                               |
| 1998年 | ワイン恋物語                          | テレビ東京系ドラマ『ワイン娘恋物語』主題歌                                                                                         |
| 1998年 | ワイン恋物語                          | 読売テレビ『気分は18歳未満』エンディングテーマ                                                                                     |
| 1999年 | どうして                              | 新富良野プリンスホテル秋のキャンペーンソング                                                                                       |
| 1999年 | どうして                              | 毎日放送『乾杯!トークそんぐ』エンディングテーマ                                                                                    |
| 2000年 | 夢伝説                                | 菊之露酒造「菊之露」CMソング |
| 2000年 | Northern Lights -輝く君に-            | 菊之露酒造「菊之露」CMソング |
| 2000年 | The Sunshine〜輝く街〜                | さいたま新都心街びらき記念オフィシャルソング                                                                                       |
| 2000年 | 今夜だけきっと                        | テレビ朝日系木曜ミステリー『別れる2人の事件簿』主題歌                                                                              |
| 2000年 | ナチュラル〜抱きしめてこのままで〜    | 東映配給映画『ピンチランナー』主題歌                                                                                               |
| 2001年 | What is Love?                         | テレビ東京系新世紀ワイド時代劇『宮本武蔵』主題歌                                                                                   |
| 2001年 | Rock & Roll Bible                     | 愛媛FC CMソング |
| 2002年 | Joanna                                | TBS系『王様のブランチ』エンディングテーマ                                                                                          |
| 2003年 | トワイライト・アヴェニュー            | BS-iドラマ『恋する日曜日』第3回「見つめていたい〜トワイライトアヴェニュー〜」主題歌                                                |
| 2003年 | デェラ・シエラ・ム                    | フジテレビケータイサイトCMソング                                                                                                   |
| 2004年 | Find My Way                           | 朝日放送テレビ・テレビ朝日系『熱闘甲子園』挿入歌                                                                                   |
| 2004年 | Smile                                 | TBS系『8時です!みんなのモンダイ』エンディングテーマ                                                                                |
| 2004年 | 黄金色の海                            | 下関市立しものせき水族館 海響館TVCMソング                                                                                          |
| 2004年 | 南風吹く丘で                          | ミュージックシティ天神2004イメージソング                                                                                           |
| 2004年 | 南風吹く丘で                          | ベスト電器CMソング |
| 2005年 | 木蘭の涙〜acoustic〜                  | ニッカウヰスキー「ニュー・オールモルト」CMソング                                                                                   |
| 2005年 | 木蘭の涙〜acoustic〜                  | 日本テレビ系『爆笑問題のススメ』6月度エンディングテーマ                                                                            |
| 2005年 | 木蘭の涙〜acoustic〜                  | 日本テレビ系『クリック!』6月度RECOMMEND                                                                                            |
| 2005年 | シュガーはお年頃                      | 日本テレビ系『クリック!』5月度RECOMMEND                                                                                            |
| 2005年 | オルフェウスの愛                      | 映画『誰が心にも龍は眠る』挿入歌                                                                                                   |
| 2006年 | いのちのこたえ                        | テレビ朝日系『いまどき!ごはん』エンディングテーマ                                                                                  |
| 2006年 | カザミドリ                            | レコチョク3月度CMソング |
| 2006年 | カザミドリ                            | 毎日放送『っちゅ〜ねん!』エンディングテーマ                                                                                        |
| 2006年 | めぐり逢えてよかった                  | PlayStation 2ゲーム『ときめきメモリアル Girl's Side 2nd Kiss』エンディングテーマ                                                   |
| 2007年 | WAKE UP! MY HEART                     | TBS系『噂の!東京マガジン』エンディングテーマ                                                                                       |
| 2007年 | WAKE UP! MY HEART                     | TOKYO MX『うたナビ21』エンディングテーマ                                                                                           |
| 2007年 | 愛の歌                                | TBS系『徳光和夫の感動再会"逢いたい"』エンディングテーマ                                                                            |
| 2007年 | 愛の歌                                | TOKYO MX『うたナビ21』エンディングテーマ                                                                                           |
| 2007年 | 大渋滞                                | 大塚製薬企業CMイメージソング |
| 2007年 | 初めて君と会った日                    | 宮古島・モンテドール「バナナケーキ」CMソング                                                                                       |
| 2007年 | 未来は今に                            | 朝日放送テレビ・テレビ朝日系『にっぽん菜発見 そうだ、自然に帰ろう』エンディングテーマ                                              |
| 2008年 | 夢伝説                                | キリンビール「氷結ZERO」CMソング                                                                                                   |
| 2009年 | 愛の歌                                | TBS系『ひるおび!』2009年5月度エンディングテーマ                                                                                    |
| 2009年 | 太陽の女神                            | 朝日放送テレビ・テレビ朝日系『にっぽん菜発見 そうだ、自然に帰ろう』10月-12月エンディングテーマ                                     |
| 2009年 | Priority                              | TBS系『がっちりマンデー!!』10月-12月エンディングテーマ                                                                             |
| 2009年 | Priority                              | テレ玉『彩の国ニュースほっと』オープニングテーマ                                                                                   |
| 2010年 | 夢への地図                            | TBS系『ひるおび!』2010年7月度エンディングテーマ                                                                                    |
| 2010年 | 夢への地図                            | TBS系『ツボ娘』7月度エンディングテーマ                                                                                             |
| 2010年 | 夢への地図                            | BS-TBS『発掘・新ニッポン旅の地図帳』テーマソング                                                                                   |
| 2010年 | 夢への地図                            | BS-TBS『BSヒストリーアワー』7月エンディングテーマ                                                                                  |
| 2012年 | Magic 〜手をつなごう〜                | TBS系『日立 世界・ふしぎ発見!』エンディングテーマ                                                                                  |
| 2012年 | Magic 〜手をつなごう〜                | テレビ神奈川 (tvk)『ありがとッ!』オープニングテーマ                                                                                |
| 2012年 | 今日もいい日でありますように          | TBS系『はなまるマーケット』4月-6月エンディングテーマ                                                                               |
| 2012年 | Spice of Life                         | NHK『LIFE!〜人生に捧げるコント〜』エンディングテーマ (series-1 - series-3)                                                         |
| 2012年 | Welcome To The Jungle                 | テレビ朝日系『ビートたけしのTVタックル』エンディングテーマ                                                                         |
| 2012年 | Welcome To The Jungle                 | J SPORTS 3『MOTOR GAMES』オープニングテーマ                                                                                        |
| 2012年 | 晴れのち雨時々曇り                    | TBS系『ひるおび!』2012年9月度エンディングテーマ                                                                                    |
| 2012年 | 約束                                  | J SPORTS 3『MOTOR GAMES』エンディングテーマ                                                                                        |
| 2012年 | 約束                                  | 「DHC for Men」CMソング |
| 2012年 | 約束                                  | とちぎテレビ『イブニング6』2012年10月度エンディングテーマ                                                                          |
| 2012年 | Crying                                | テレビ東京系ドラマ『水曜ミステリー9』エンディングテーマ                                                                            |
| 2013年 | 今夜だけきっと                        | 江崎グリコ「Cheeza」TV-CMソング（「ハイ、チーザッ!」篇）                                                                           |
| 2014年 | Love & Devotion                       | テレビ神奈川 (tvk)『ありがとッ!』オープニングテーマ                                                                                |
| 2014年 | 道 ～The Song For Us～                | BS-TBS『ひと・まち紀行～日本の元気を、明日へ。世界へ。～』エンディングテーマ                                                       |
| 2014年 | この恋なくしての恋なんて恋じゃない    | TBS系『ひるおび!』2014年8月度エンディングテーマ                                                                                    |
| 2015年 | おぼろづき                            | BSジャパン開局15周年特別企画『松本清張ミステリー時代劇』主題歌                                                                     |
| 2016年 | 愛はいつも偶然じゃない                | TBS系『ひるおび!』2016年2月度エンディングテーマ                                                                                    |
| 2016年 | トワイライト・アヴェニュー            | ラフォーレ琵琶湖プラネタリウム「デジタルスタードーム ほたる」オリジナル番組『夢☆伝説 ～はるか時を超えて～』使用楽曲（～2017年7月） |
| 2016年 | 夢伝説                                | ラフォーレ琵琶湖プラネタリウム「デジタルスタードーム ほたる」オリジナル番組『夢☆伝説 ～はるか時を超えて～』使用楽曲（～2017年7月） |
| 2016年 | 今夜だけきっと                        | ラフォーレ琵琶湖プラネタリウム「デジタルスタードーム ほたる」オリジナル番組『夢☆伝説 ～はるか時を超えて～』使用楽曲（～2017年7月） |
| 2016年 | 木蘭の涙                              | ラフォーレ琵琶湖プラネタリウム「デジタルスタードーム ほたる」オリジナル番組『夢☆伝説 ～はるか時を超えて～』使用楽曲（～2017年7月） |
| 2016年 | おぼろづき                            | ラフォーレ琵琶湖プラネタリウム「デジタルスタードーム ほたる」オリジナル番組『夢☆伝説 ～はるか時を超えて～』使用楽曲（～2017年7月） |
| 2018年 | You're My Love                        | 東海テレビ開局60周年応援ソング |
| 2018年 | 世界はいつも夜明け前                  | BSジャパン火曜ドラマJ『くノ一忍法帖 蛍火』主題歌                                                                                   |
| 2018年 | 海月～UMIZUKI～                       | TBS系『噂の!東京マガジン』2018年7月〜9月エンディングテーマ                                                                         |
| 2019年 | うしみつジャンボリー                  | フジテレビ系アニメ『ゲゲゲの鬼太郎』エンディング主題歌                                                                             |
| 2020年 | ちょうどいい幸せ                      | テレビ東京系ドラマ24『コタキ兄弟と四苦八苦』エンディングテーマ                                                                     |
| 2020年 | 約束の地へ                            | アニメ映画『人体のサバイバル!』主題歌                                                                                              |
| 2020年 | 偶然の再会                            | TBS系『ひるおび!』2020年8月度エンディングテーマ                                                                                    |
| 2020年 | はっきりしようぜ                      | テレビ東京系ドラマ『記憶捜査2〜新宿東署事件ファイル〜』オープニングテーマ                                                          |
| 2020年 | はっきりしようぜ                      | テレ玉『マチコミ』12月エンディングテーマ                                                                                           |
| 2021年 | やっぱり会いたいよ                    | NHK『ラジオ深夜便』＜深夜便のうた＞2021年10月・11月放送曲                                                                          |
| 2021年 | 君は大丈夫!                           | トレーラーハf |
| 2025年 | ナントとカナルの物語                  | NHK『みんなのうた』2月・3月度放送曲                                                                                                |
| 2025年 | You Can Change My Life -愛が生まれた- | BS-TBS『噂の!東京マガジン』2025年4月〜6月エンディングテーマ                                                                        |

## 書籍
1. ALL ABOUT STARDUST REVUE（1988年11月10日、自由国民社）
2. とっても映像解体新書（1991年11月30日、S.S.コミュニケーションズ）
3. Stardust Revue 20th anniversary Book（2002年1月18日、角川書店）
4. 要のある音楽〜完全攻略〜（2002年11月29日、シンコー・ミュージック）
5. 「楽園音楽祭」完全攻略ブック（2017年1月25日、シンコー・ミュージック）
6. スターダスト☆レビューオフィシャル・データブック（2018年6月27日、ヤマハミュージックメディア）

## テレビ
- tvk開局40周年記念 40時間特別番組「あすの地球と子どもたち〜PRAY FOR HAPPINESS」 テレビ神奈川 (tvk) 2012年9月9日 - 同局としては2007年以来5年振りとなる、観客をスタジオに招いたスタジオ・スペシャルライヴを行った。
- 2015年4月3日、NHK総合で放送されているコント番組「LIFE!〜人生に捧げるコント〜」（NHK総合）において3rdシリーズ開始を記念した生放送終盤において、エンディングソングに使われている、"Spice of Life"を生演奏した。

## ラジオ
- スターダストレビュー〜GOIN' BACK TO 19××〜（文化放送）
- スターダスト・レビューの星になるまで（2006年4月2日〜調布エフエム放送ほか、サイマルラジオでも聴取可能）- 根本を除く3人が出演。
- 「NACK de ROCK」　2010年12月現在、埼玉のFM局・NACK5で月曜深夜0時〜1時に放送中。根本が出演。
- 「kanと要のwabi-sabiナイト」根本が出演。
- 「要のある音楽」根本が出演。
- STARDUST REVUE 40th anniversary SPECIAL（2021年12月31日、FM愛媛）[33]